# Неправильна галактика

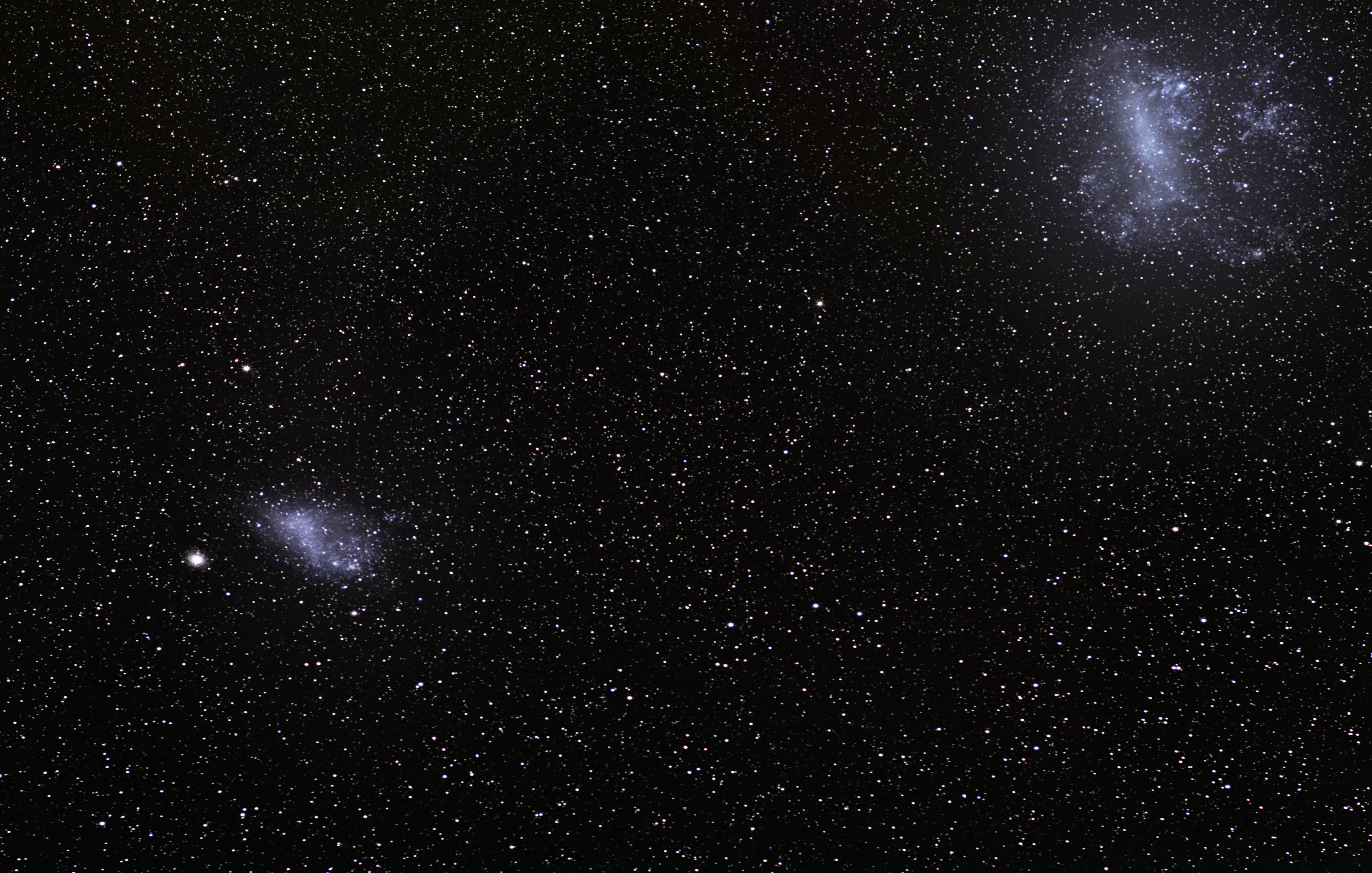
Велика та Мала Магеланові Хмари є неправильними карликовими галактиками.

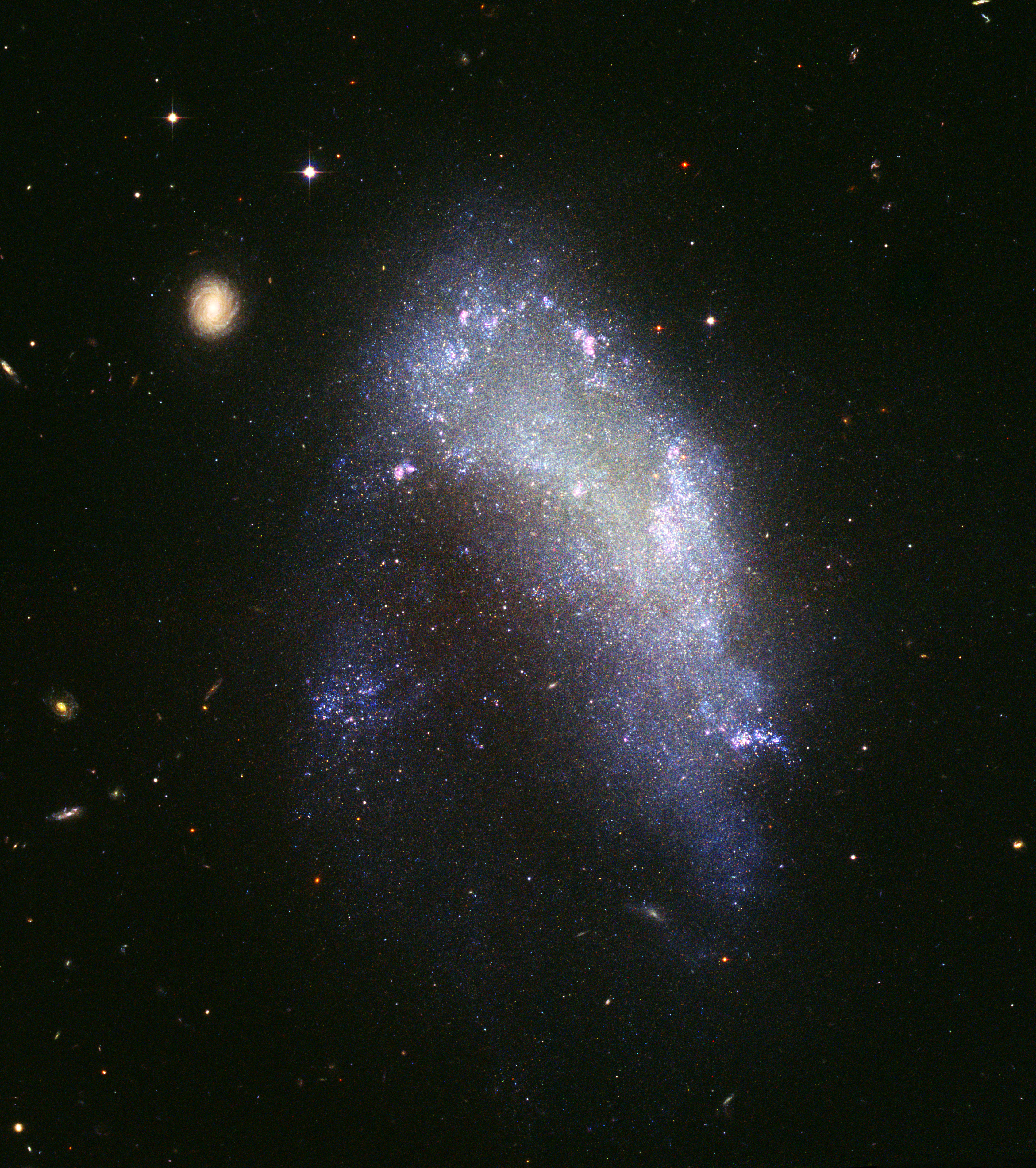
NGC 1427A, як приклад неправильної галактики розташованої на відстані близько 52 мільйонів світлових років від Землі.

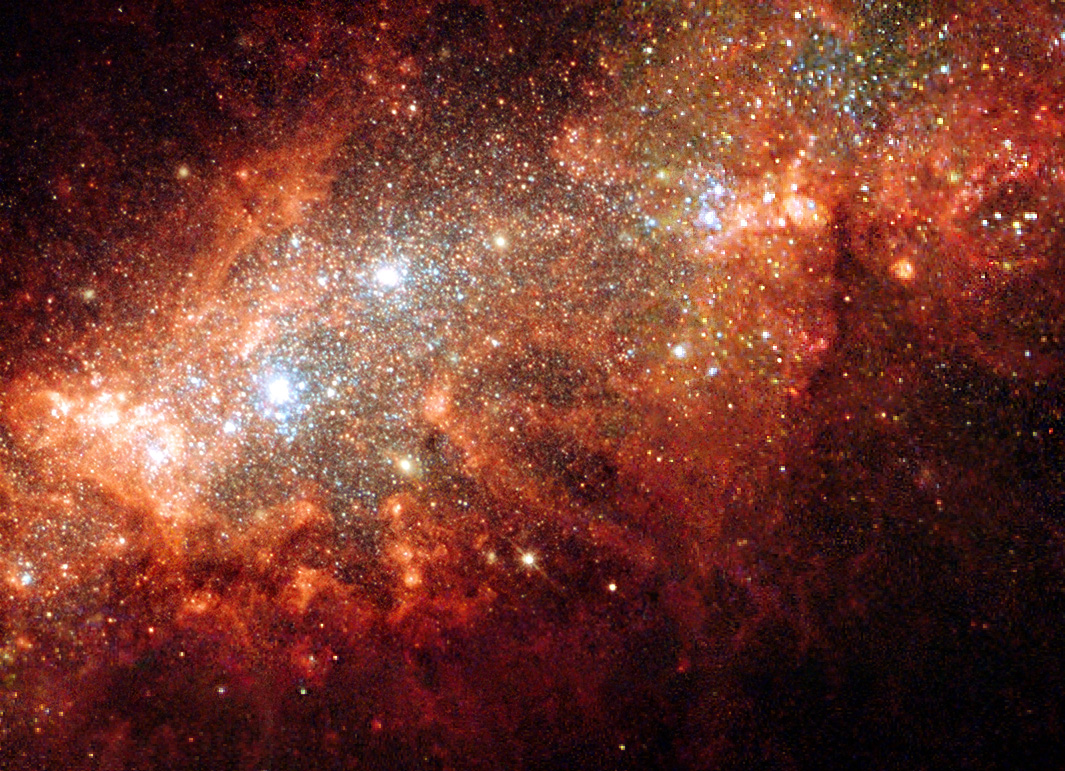
Зображення неправильної галактики NGC 1569 отримане за допомогою космічного телескопа Хаббл.

Непра́вильна гала́ктика (також Іррегулярна галактика або Нерегулярна галактика) — галактика з неправильними зовнішніми обрисами або з нерівномірним розподілом яскравості. Мають хаотичну аморфну форму, в першу чергу обумовлену гравітаційною взаємодією її зоряного населення та матерії між собою, а також з іншими оточуючими галактиками. Ці форми не належать жодному класу в класифікації Хаббла. Інколи неправильні галактики мають балдж у своєму ядрі або слабковиражену структуру спіральних рукавів. Неправильні галактики містять також велику кількість газу та пилу.
Серед галактик поля (які не входять до складу скупчень) неправильні галактики становлять близько 4 %. Серед них немає велетенських галактик, їх маса не перевищує 10× 1010 M. Більшість неправильних галактик походить від спіральних та еліптичних галактик, що були деформовані під дією потужних гравітаційних сил.

## Класифікація
Розрізняють два великі класи неправильних галактик:
- До неправильних галактик класу Irr-I (Irr I) належать галактики, що мають залишки якоїсь структури, але вони недостатньо виразні, щоб впевнено включити галактику до якогось класу у послідовності Хаббла. Здебільшого Irr-I галактики є плоскими, але в них немає центрального ядра. Жерар де Вокулер розподілив ці галактики на два підкласи: ті, в яких помітно якусь спіральну структуру (Sm), та ті, в яких її не помітно (Im). Яскравим прикладом останнього підкласу є неправильна галактика M82, у центральній частині якої виявлено хмари газу, що рухаються зі швидкостями понад тисячі км/сек у різних напрямках.
- До неправильних галактик класу Irr-II (Irr II) належать галактики, що взагалі не мають ніякої структури і їх неможливо віднести до якогось класу в послідовності Хаббла. За кольором та плавною зміною яскравості до краю вони схожі на еліптичні галактики, а за спектром — на спіральні галактики, хоча в них не спостерігається типових для спіральних галактик зір-надгігантів та яскравих газових туманностей[5].

Карликові неправильні галактики, які позначають як dI або dIrrs, до цього класу не належать (їх включають до класу карликових галактик), хоча еволюцію зазвичай розглядають разом. Цей тип галактик наразі виявився дуже важливим для розуміння загальної еволюції галактик[джерело?], оскільки вони здебільшого мають низьку металічність та порівняно високий вміст газової компоненти[джерело?]. Тому карликові неправильні галактики вважають дуже схожими на ранні галактики, котрі населяли молодий Всесвіт. Вони можуть являти собою місцеву популяцію (що утворилася порівняно недавно) і схожа на слабкі блакитні галактики, виявлені в результаті хабблівського глибокого огляду поля галактик.
До неправильних належать галактики, які зазнали викривлення припливними силами внаслідок гравітаційної взаємодії з їх массивними сусідами. Серед них виділяють окрему групу так званих гравітаційно взаємодіючих галактик, між якими спостерігаються «містки» світлої та темної матерії, хвости й тому подібне. Яскравим прикладом такої системи є пара взаємодіючих радіогалактик NGC 4038 та NGC 4039.
До неправильних належать також деякі пекулярні галактики, кожна з яких має зовсім унікальну форму[джерело?].